# 西遊見聞
『西遊見聞』（せいゆうけんぶん）は1895年に兪吉濬がアメリカ合衆国留学中に学んだことを国漢混用体で記した書物。20篇で構成される。西欧文化全領域を包括した韓国最初の近代的百科事典的著述である。

## 内容
兪吉濬は朝鮮近代啓蒙運動の先駆者として、代表的著作である本書は近代韓国最初の西洋紹介書であり、留学時代の多様な西洋体験と開化思想を記した書籍である。序文と備考に続く全20巻71項目からなる556ページの中で、第1、2篇と第19、20篇を地球世界の概論と国家の区別、世界の河川と人種、物産、主要都市等、世界の人文地理を主内容としている。そして、第3篇から第18篇までは西洋の政治制度と文明の実態を紹介する内容となっている。その一方で単純な見聞記にとどまらず、「他人の著書を翻訳して編集する」近代翻訳の模範と、「文筆家の軌道」にとどまらない国漢文混用の文体法に傾倒した文法研究家としての側面も垣間見える。
開化政権が失敗し兪吉濬が亡命すると本書は禁書となったが、新たな時代の小学校から政治家にまで至る時代の教科書として、近代啓蒙期の最も影響力を発揮した開化期の国民教科書として評価された。本書では西洋の近代文明を韓国に本格的に紹介する反面、韓国の実情に合った自主的な開化、すなわち実状開化を主張した。兪吉濬の開化思想は実学の通商開国論、中国の洋務および変法論、日本の文明開化論、西欧の天賦人権論および社会契約論等の影響を受けて形成され、立憲君主制の導入、商工業および貿易の振興、近代的な貨幣および租税制度の樹立、近代的な教育制度の実施等を内容としていた。このような改革論は甲午改革の理論的背景になった。